# Apol·lodor d'Esmirna
Apol·lodor d'Esmirna (en grec Ἀπολλόδωρος) va ser un poeta epigramàtic grec del temps d'August i Tiberi (finals del segle I aC i començaments del segle i) originari de la ciutat d'Esmirna. Trenta epigrames seus són a l'Antologia grega.